# Lasius flavus
Lasius flavus Fabricius, 1782, è una formica della sottofamiglia Formicinae, diffusa in tutta l'Europa ed in alcune parti del Nord America e dell'Asia e dell'Africa del Nord.

## Descrizione
Le regine hanno una lunghezza media dai 7 ai 9 mm, i maschi dai 3 ai 4 mm mentre le operaie variano dai 2 ai 4 mm.
Il colore varia dal giallo rossiccio fino al marrone. I maschi e le regine generalmente sono di colore più scuro. La specie è monomorfa, non esistono i soldati.

## Habitat
La specie predilige fare i nidi nei prati o nei campi evitando terreni aridi. Trattandosi di formiche ipogee, i nidi sono raramente visibili poiché situati quasi completamente sottoterra.

## Biologia

### Alimentazione
Si nutrono di melata di afidi, con cui vivono in simbiosi, e di insetti ed aracnidi di piccole o medie dimensioni che riescono a predare.

### Fondazione
Dopo il volo nuziale è abbastanza frequente che due o più regine si associno per iniziare una fondazione insieme. Dopo la nascita di un sufficiente numero di operaie, queste ultime decideranno quale regina rimarrà uccidendo le altre, si tratta di pleometrosi.
Questo comportamento che può sembrare insensato porta invece a dei benefici, in quanto la fase iniziale di fondazione è quella più difficile e le specie le cui regine fanno tutto autonomamente rimanendo sfinite, hanno un alto tasso di fallimenti.